# Malo Konare
Malo Konare (Bulgaars: Мало Конаре) is een dorp in het zuidwesten van Bulgarije. Het is gelegen in de gemeente Pazardzjik, oblast  Pazardzjik. Het dorp ligt hemelsbreed 8 km ten oosten van de stad Pazardzjik en 106 kilometer ten zuidoosten van Sofia.

## Bevolking
Op 31 december 2019 werden er 3.849 inwoners in het dorp geregistreerd door het Nationaal Statistisch Instituut van Bulgarije, een minimum vergeleken met de voorafgaande volkstellingen. Desalniettemin behoort Malo Konare met bijna 4 duizend inwoners tot een van de grotere dorpen in het land. 
|  |

Het dorp wordt voornamelijk bewoond door etnische Bulgaren, maar er is ook een grote gemeenschap van Roma aanwezig.
| Etnische samenstelling van de respondenten (2011) | Etnische samenstelling van de respondenten (2011) | Etnische samenstelling van de respondenten (2011) | Etnische samenstelling van de respondenten (2011) | Etnische samenstelling van de respondenten (2011) |
| ------------------------------------------------- | ------------------------------------------------- | ------------------------------------------------- | ------------------------------------------------- | ------------------------------------------------- |
|                                                   |                                                   |                                                   |                                                   |                                                   |
| Bulgaren                                          | Bulgaren                                          |                                                   | 72,9%                                             | 72,9%                                             |
| Turken                                            | Turken                                            |                                                   | 0,2%                                              | 0,2%                                              |
| Roma                                              | Roma                                              |                                                   | 26,6%                                             | 26,6%                                             |
| Anders/Onbekend                                   | Anders/Onbekend                                   |                                                   | 0,3%                                              | 0,3%                                              |